# Dr. Wai
Pour plus de détails, voir Fiche technique et Distribution.
Dr. Wai (冒險王, Mo him wong) est un film hongkongais réalisé par Ching Siu-tung, sorti en 1996. Il existe deux versions de ce film : une version hongkongaise et une version internationale. L'histoire de la version hongkongaise est plus élaborée et s'apparente à celle du film Le Magnifique réalisé en 1973 par Philippe de Broca.

## Synopsis

### Version hongkongaise
Un écrivain de pulp transpose ses problèmes relationnels dans la nouvelle œuvre qu'il écrit. Celle-ci raconte l'histoire du Dr Wai, chargé de retrouver un parchemin magique capable d'influencer l'avenir de l'humanité.

### Version internationale
Dans les années 1930, le gouvernement chinois charge le Dr Wai de retrouver un parchemin magique capable d'influencer l'avenir de l'humanité...

## Fiche technique
- Titre : Dr. Wai
- Titre original : 冒險王 (Mo him wong)
- Titre anglais : Dr. Wai in the Scriptures with No Words
- Réalisation : Ching Siu-tung
- Scénario : Lam Wai-lun, Sandy Shaw (en) et Szeto Cheuk-hon
- Pays d'origine : Hong Kong et Chine
- Format : Couleurs - 2,35:1 - Dolby Digital
- Genre : Action, aventure, comédie, fantastique et thriller
- Durée : 91 minutes (version hongkongaise) - 87 minutes (version internationale)
- Dates de sortie : 
  - Hong Kong : 14 mars 1996

## Distribution
- Jet Li (VF : Bruno Dubernat) : Dr. Wai
- Rosamund Kwan (VF : Déborah Perret) : Yu Fung
- Charlie Yeung (VF : Marie-Eugénie Maréchal) : Yan-yan
- Takeshi Kaneshiro (VF : Christophe Lemoine) : Pao Sam-choi
- Law Kar-ying : Headmaster
- Billy Chow : garde à l'ambassade du Japon
- Collin Chou : Hung Sing
- Johnny Kong (VF : Vincent Violette) : Mr. Lo